# فلاديمير هاركونن
فلاديمير هاركونن (/ˈhɑːrkənən/) هو شخصية خيالية من سلسلة فرنشايز كثيب التي ألَّفها فرانك هربرت. ظهر بشكل أساسي في رواية كثيب التي صدرت عام 1965 وهو أيضًا شخصية بارزة في ثلاثية بادئة سلسلة كثيب التمهيدية (1999–2001) التي كتبها ابن هربرت برايان وكيفن أندرسون. تم إرجاع الشخصية كغولا في تتمة هربرت/أندرسون التي اختتمت السلسلة الأصلية، صيادو كثيب (2006) وديدان رمال كثيب (2007).
جسد كينيث ماكميلان شخصية البارون هاركونن في فيلم كثيب للمخرج ديفيد لينش عام 1984. كما لعب إيان ماكنيس الدور في المسلسل القصير كثيب لفرانك هربرت الذي عُرض على قناة الخيال العلمي ساي فاي عام 2000 وفي جزئه التكميلي ذرية كثيب الذي عُرض عام 2003. كما جسد ستيلان سكارسغارد شخصية هاركونن في فيلم كثيب للمخرج ديني فيلنوف عام 2021 وفي جزئه التكميلي كثيب: الجزء الثاني الذي عرض عام 2024.

## وصلات خارجية
- فلاديمير هاركونن على موقع ميوزك برينز (الإنجليزية)